# Federación Puertorriqueña de Fútbol
Der Federación Puertorriqueña de Fútbol (Englisch: Puerto Rican Football Federation) ist der nationale Fußballverband von Puerto Rico. Der Verband wurde 1940 gegründet und ist seit 1960 Mitglied der FIFA. 

## Organisation
Der Puerto-ricanische Fußballverband ist für die Organisation der Amateurliga Liga Nacional de Fútbol de Puerto Rico zuständig. Das erfolgreichste Team, die Puerto Rico Islanders FC, spielen in der North American Soccer League (2011), der zweithöchsten Spielklasse Nordamerikas.